# Musique serbe
 (février 2025).
La musique serbe est pratiquée en Serbie mais aussi par les nombreuses communautés serbes émigrées notamment au sein de l'ex-Yougoslavie. Elle est très proche de la musique macédonienne et bulgare, elles-mêmes influencées par toutes musiques des différents peuples de l'empire ottoman et avant lui, de l'empire byzantin. Durant la longue occupation ottomane (du XIVe au XVIIIe siècle), l'éducation, la propriété, la musique et les instruments de musique étaient interdits aux Serbes. Seuls les paysans bravèrent ce joug en jouant de la vièle gusle ou de la tambura à leur risques et périls : surpris, on les rendait aveugle. La danse silencieuse kolo est aussi inventée dans ces circonstances, avec pour seul accompagnement pendant longtemps les coups de pied. Cette musique folklorique a longtemps été le soutien de la musique sacrée serbe au sein de la liturgie orthodoxe.
La musique traditionnelle conserve aujourd'hui[Quand ?] une popularité grâce à son métissage avec les musiques contemporaines comme l'illustre la musique d'Emir Kusturica and The No Smoking Orchestra, de Goran Bregović ou de Bojan Z. Le turbo folk est le dernier avatar de ce mélange balkanique de musique folklorique, orientale et tzigane illustré par Svetlana Ražnatović, veuve de Željko Ražnatović, dit Arkan.
Dans la chanson de variété, Marija Šerifović remporte le Concours Eurovision de la chanson 2007 et Belgrade organise le Concours Eurovision de la chanson 2008.

## Musique classique

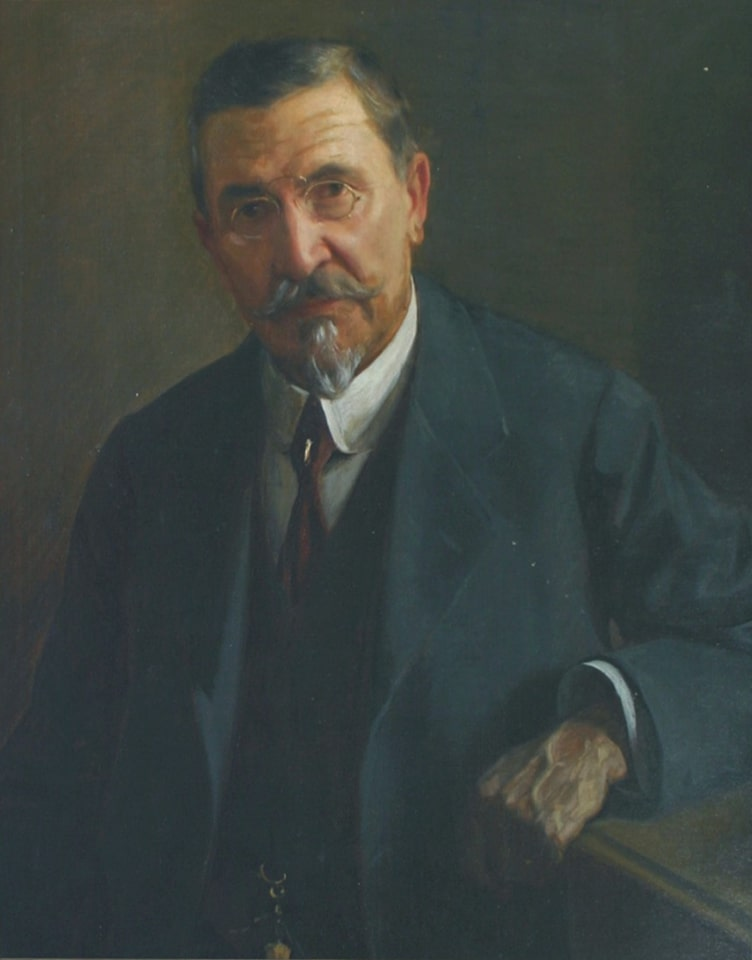
Mokranjac.

La musique chorale chrétienne est sans doute à l'origine de la vie musicale en Serbie depuis le Moyen Âge. La liturgie orthodoxe grecque est introduite et adaptée en slavon[Lequel ?] ; les chants étaient inspirés du recueil Osmoglasnik comportant des cycles bimestriels. Le chant byzantin s'est disséminé au XIIe siècle juste avant la longue occupation ottomane. La liturgie orthodoxe transmise oralement a su préserver sa tradition en l'assouplissant (et en subissant toutefois l'influence de l'harmonie classique occidentale au cours du XIXe siècle).
Pendant la dynastie des Nemanjić, les musiciens appelés sviralnici, glumci ou praskavnici jouèrent un rôle important au sein des Cours et des chapelles royales de divers pays slaves. Parmi les compositeurs les plus anciens, écrivant avec des neumes, on trouve[style à revoir] Stefan Srbin, Isaija Srbin et Nikola Srbin. 
Au XVIIIe siècle, le pays se libère des Ottomans et subit alors l'influence austro-hongroise en Voïvodine notamment ; Goethe est charmé par la langue serbe au point de l'apprendre et d'en conseiller des poèmes à Brahms, Carl Loewe et Josef Maria Wolfram afin de les mettre en musique. À la même époque, une influence du chant russe se fait sentir et une école de chant grecque est créée. La musique folklorique est plus ou moins intégrée aux mélodies ecclésiales. Les premiers concerts et drames sont créés dans des théâtres à la fin du siècle, avec l'aide des Tchèques qui fondent nombre de chœurs.
Ce n'est qu'à partir du XIXe siècle avec les musiciens Josip Slezinger, Dragomir Krancevic, Sidonija Ilic, Jovanka Stojkovic et Sofija Sedmakov, et surtout le compositeur, musicologue, pédagogue Stevan Stojanović Mokranjac (1856-1914) que la musique serbe acquiert une dimension nationale ; c'est aussi lui qui fit les premières collectes de musique folklorique. Toutefois, ce n'est qu'avec Kornelije Stanković (1831-1865) que les premières œuvres en serbe voient le jour, suivies de celles de Stevan Hristić, Stanislav Binički (1872-1942), Isidor Bajić (1878-1915) et Josif Marinković (1851-1931).
Au XXe siècle, parmi les postromantiques, on peut citer Petar Stojanović (1877-1957), Petar Krstić (1877-1957) et Kosta Manojlović (1890-1949). Entre-deux-guerres, les compositeurs Petar Konjović (1883-1970), Miloje Milojević (1884-1946), Stevan Hristić (1885-1958), Vojislav Vuković (1910-1942), et Josip Slavenski (1896-1955) (un Croate), développent une musique contemporaine. Enfin, pour les plus novateurs, formés dans les capitales européennes, on citera[style à revoir] Milenko Zivkovic (1901-1964), Svetomir Nastasijević (1902-1979), Stanojlo Rajicic (1910-), Jovan Bandur (1899-1956), Mihailo Vukdragović (1900-1984), Marko Tajcević (1900-1984), Predrag Milosevic (1904-1988), Milan Ristić (1908-1982), Dragutin Colic (1907-1987), Vasilije Mokranjac (1923-1984), Ljubica Marić (1909-) ou encore Ivan Jevtic (1947-).

## Musique traditionnelle ancienne

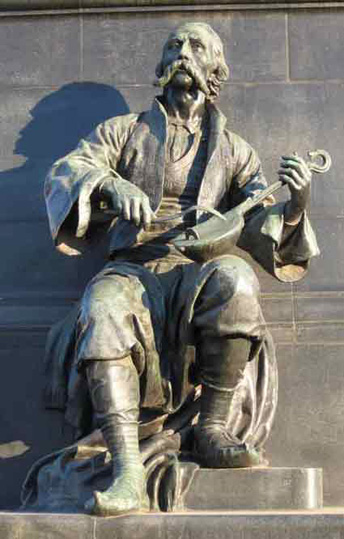
Guslar

L'etno est la musique traditionnelle serbe. L'instrument de musique le plus populaire en Serbie est la vièle gusla, introduite lors de l'occupation turque, et jouée par les bardes en chantant les épopées des rois et empereurs serbes disparus. L'autre instrument de musique utilisé au Moyen Âge est la flûte frula.

## Musique traditionnelle contemporaine
La musique folklorique narodna muzika est rurale. Dans les zones urbaines, on parle[style à revoir] de Starogradska muzika (avec la danse kolo, une ronde accompagnée à l'accordéon, au frula (flûte serbe), au violon, au saxophone, à la tamburica. Les musiciens Darko Antic, Mirko Kodić, Branimir Djokic, Novica Nikolic Patalo, Jovica Petkovic, Zoran Djordjevic Sanduce, Aca Cergar Nikolic, Sasa Jekulovic, Zoran Vlajic, Dejan Kostic Mocart, Dalibor Markovic, Dragan Aleksandric, Novica Negovanovic, Dejan Matic, Dragan Stojkovic Bosanac, Miroljub Arandjelovic Kemis, Sinisa Tufegdzic, Dragoslav Avramovic Papo, Misa Mijatovic, Zoran Paunovic, Slavisa Djordjevic, Srdjan Demirovic, Tomica Miljic, Vladeta Bata Kanda Kandic, Radojka Zivkovic, Mija Krnjevac, Aca Krnjevac, Bane Vasic, Perica Jovanovic et Ljubiša Pavković sont reconnus dans ce genre. 
En Serbie du Nord, en Voïvodine on utilisait plutôt la tamboura, la cornemuse, la zurna, le tapan, la lijerica et le diple. Depuis le XXe siècle les instruments les plus utilisés dans la musique populaire sont l'accordéon et la trompette, dont Boban Marković est l'interprète le plus illustre. On retrouve des éléments traditionnels dans les productions des artistes suivants : Željko Joksimović, Balkanika, Balkanopolis, Dvig, Slobodan Trkulja et Belo Platno. 
En Serbie du Sud au Kosovo, les chants serbes sont mélancoliques et manifestent une influence grecque. Dans la Serbie du Nord au Banat il y a une influence Valaques. Dans la région proche du Monténégro, la poésie épique est chantée accompagnée au gusle certains thèmes sont inspirés de l'époque ottomane. Dans la région de la Krajina[Laquelle ?], certains thèmes sont de l'époque austro-hongroise.
Les fanfares ou brass bands sont très populaires au sud et dans le centre du pays, depuis 1804, quand la trompette fut introduite dans la musique militaire d'abord, puis dans le folklore. Elle a été colportée par les Tziganes qui apportèrent des rythmes et des mélodies plus enjouées, et deux styles : le plus mélodique à l'ouest, et le plus complexe mais plus rythmé au sud. Fejat Sejdić, Bakija Bakić et Boban Marković sont les artistes les plus connus.
Le cocek est un genre musical né au début du XIXe siècle sous l'influence de la danse orientale importée par les Ottomans. Il diffère du cocek bulgare et est populaire au sud.
Le turbo folk ou novokomponovana est un héritage de la Yougoslavie des années 1990. L'accordéon et la clarinette s'y illustrent dans une musique urbaine évoquant des thèmes d'amour. Šaban Šaulić, Toma Zdravković, Silvana Armenulic et Mile Kitić ; Vesna Zmijanac, Lepa Brena, Ceca, Jelena Karleuša, Rimtutituki, Baja Mali Knindža et Dragana Mirković ont des influences de la musique pop et de la musique orientale.
Les instruments les plus répandus sont l'accordéon, le violon et le saxophone, mais aussi le synthétiseur, la guitare et le piano.

## Musique populaire

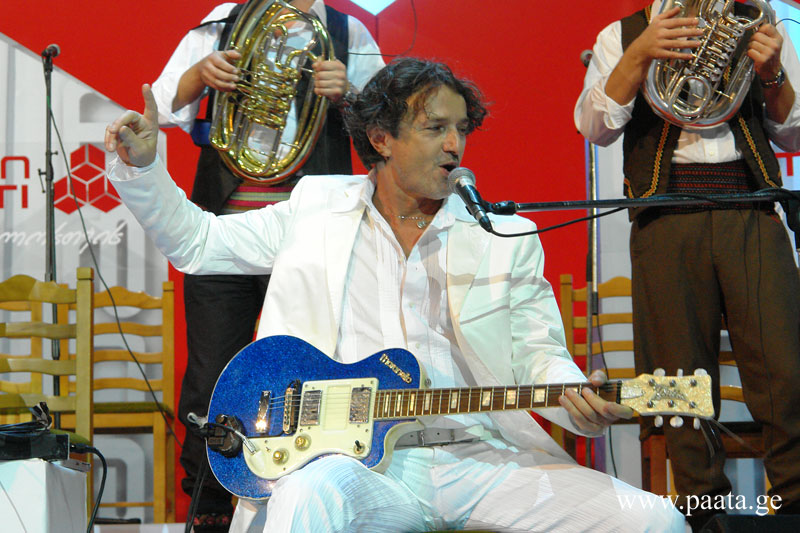
Goran Bregović en concert à Tbilissi.

Le rock connait un grand succès depuis les années 1970 en Yougoslavie avec les groupes Smak, Time, YU-Grupa et Korni-Grupa. Dans les années 1980, la Nouvelle vague musicale yougoslave apporte un second souffle avec Idoli, Šarlo Akrobata, Električni orgazam, Disciplina Kičme, Ekatarina Velika, Oktobar 1864 et Partibrejkers. Actuellement[Quand ?], Riblja Čorba, Bajaga i instruktori, Van Gogh, Pure, Katarza, Rambo Amadeus et Darkwood Dub sont les groupes les plus connus. Le metal est en plein essor[Quand ?] avec The Stone notamment. 
La musique pop proche de la musique folk émerge dans les années 1990 avec Tap 011, Negative, Vlado Georgiev, Nataša Bekvalac, Ana Stanić (en), Jelena Tomašević, Night Shift, Željko Joksimović, Đorđe Balašević, Zdravko Čolić et Marija Šerifović.
Le hip-hop serbe est répandu à Belgrade avec GRU, 187, C-Ya, Beogradski sindikat, VIP et les rappeurs Škabo et Marčelo. Les musiques électronique et industrielle trouve beaucoup de groupes représentatifs comme Autopsia, Rex Ilusivii, Mindkiller, VIVIsect, Overdose, DreDDup, C.I.H., Presovane Glave, Pamba, Third I, et Figurative Theatre
Le reggae trouve un succès inattendu[Quand ?] avec Kanda, Kodža i Nebojša, Eyesburn, et S.A.R.S.

## Instruments traditionnels
Les instruments à vent comprennent : accordéon, clarinette, dudurej, dvojnice, frula, diple, duduk, kaval, gajde, klanet, lejka, ocarina, tikalo-busen, truba, et zurla. Les instruments à cordes comprennent : gusle, bouzouki, tambura, et violon. Les percussions comprennent : drombulje et davul.

### Sources
- (en) William Dorich, A Brief History of Serbian Music, GM Books, 1998.
- (en) Kim Burton, Balkan Beats, in World Music, Vol. 1: Africa, Europe and the Middle East, Broughton, Simon and Ellingham, Mark with McConnachie, James and Duane, Orla (Ed.), Rough Guides Ltd, Penguin Books, 2000.  (ISBN 1-85828-636-0).
- (en) Project Rastko : The History of Serbian Culture - Roksanda Pejovic: Medieval music (archive.ph)
- Serbie. Chant byzantin de l'Église serbe orthodoxe. Choeur du monastère de Kovil  (archive.ph)
- (en) Serb Traditional Music Instruments sur serbnatlfed.org (archive.ph)